# Incesticide
Incesticide — збірка американського грандж-гурту «Nirvana», що вийшла 15 грудня 1992 року на лейблі DGC. Це єдиний реліз такого типу, виданий за час існування колективу.

## Оформлення
Обкладинку намалював сам Кобейн, який на конверті вказаний, як Kurdt Kobain. Гумове каченя зі зворотної сторони платівки теж належить Кобейну.

## Список композицій
Автор музики і слів Курт Кобейн, окрім позначених. 
| #   | Назва                                         | Тривалість |
| --- | --------------------------------------------- | ---------- |
| 1.  | «Dive» (Кобейн, Кріс Новоселіч)               | 3:55       |
| 2.  | «Sliver»                                      | 2:16       |
| 3.  | «Stain»                                       | 2:41       |
| 4.  | «Been a Son»                                  | 1:56       |
| 5.  | «Turnaround» (Марк Мазерсбо, Джеральд Касале) | 2:19       |
| 6.  | «Molly's Lips» (Юджин Келлі, Френсіс Маккі)   | 1:54       |
| 7.  | «Son of a Gun» (Келлі, Маккі)                 | 2:48       |
| 8.  | «Polly» (Кобейн, Новоселіч, Дейв Грол)        | 1:48       |
| 9.  | «Beeswax»                                     | 2:50       |
| 10. | «Downer»                                      | 1:44       |
| 11. | «Mexican Seafood»                             | 1:55       |
| 12. | «Hairspray Queen» (Кобейн, Новоселіч)         | 4:14       |
| 13. | «Aero Zeppelin»                               | 4:41       |
| 14. | «Big Long Now»                                | 5:04       |
| 15. | «Aneurysm» (Кобейн, Новоселіч, Грол)          | 4:36       |